# Braathens Regional Aviation
Braathens Regional Airlines (code AITA: TF; code OACI : BRX) (anciennement connue sous le nom de Malmö Aviation) est une compagnie aérienne suédoise, basée à Malmö. Elle exploite des vols charters et des vols réguliers pour la compagnie aérienne virtuelle BRA Braathens Regional Airlines.

## Flotte
Au mois de janvier 2018, la flotte de Braathens Regional Aviation est composée des appareils suivants, qui sont tous opérés pour BRA Braathens Regional Airlines:

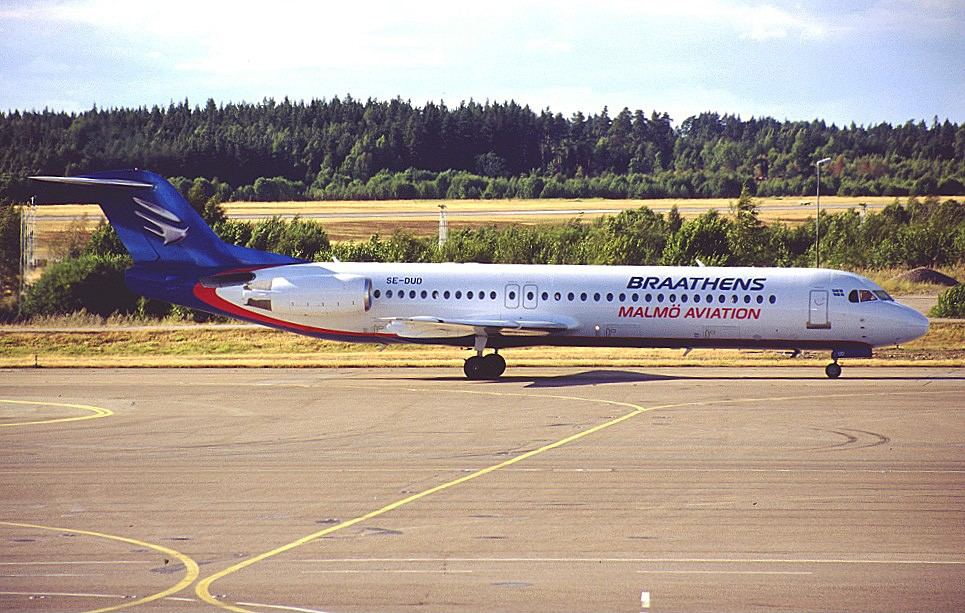
Fokker 100 de Malmö Aviation

| Appareils  | En service | Commandes | Passagers | Notes |
| ---------- | ---------- | --------- | --------- | ----- |
| ATR72-600  | 14         | 1         | 72        |       |
| Airbus 319 | 2          | 0         | 144       |       |
| Total      | 16         | 1         |           |       |